# Nhóm ngôn ngữ Bengal-Assam
Nhóm ngôn ngữ Bengal-Assam (hay nhóm ngôn ngữ Assam-Bengal) thuộc nhánh miền đông của ngữ chi Ấn-Arya. Nó gồm các ngôn ngữ sau:

## Ngôn ngữ
| Ngôn ngữ            | Tên địa phương                                     | Chữ viết                        | Bảng chữ cái                            | Số người nói (triệu) | Sử dụng tại |
| ------------------- | -------------------------------------------------- | ------------------------------- | --------------------------------------- | -------------------- | --- |
| Assam               | অসমীয়া Oxomiya                                       | chữ Bengal                      | bảng chữ cái Assam                      | 15,3                 | Ấn Độ (Assam) |
| Bengal              | বাংলা Bangla                                          | chữ Bengal                      | bảng chữ cái Bengal                     | 261,8                | Bangladesh (quốc gia và chính thức) · Ấn Độ (Tây Bengal, Jharkhand, Tripura, Assam và Quần đảo Andaman và Nicobar) |
| Manipur Bishnupriya | বিষ্ণুপ্রিয়া মণিপুরী Bișnupriya Monipuri                    | chữ Bengal                      |                                         | 0,12                 | Ấn Độ (Assam, Manipur và Tripura) · Bangladesh (Sylhet)                                                            |
| Chakma              | 𑄌𑄋𑄴𑄟 চাকমা Sangma                                     | chữ Bengal chữ Chakma           |                                         | 0,32                 | Bangladesh (Chittagong) · Ấn Độ (Mizoram và Tripura) · Myanmar (Rakhine)                                           |
| Chittagon           | চাঁটগাঁইয়া Čąŧgąiya                                     | chữ Bengal                      | bảng chữ cái Bengal                     | 13                   | Bangladesh (Chittagong) · Myanmar (Rakhine)                                                                        |
| Hajong              | হাজং Hazong                                          | chữ Bengal chữ Latinh           | bảng chữ cái Assam                      | 0,06                 | Ấn Độ (Assam và Meghalaya) · Bangladesh (Mymensingh)                                                               |
| Rangpur             | রংপুরী রাজবংশী কোচ ৰাজবংশী Rongpuri Rajbongši Kʊch rajbongsi | chữ Bengal                      | bảng chữ cái Bengal, bảng chữ cái Assam | 10,8                 | Bangladesh (Rangpur) · Ấn Độ (Tây Bengal và Assam) · Nepal (Tỉnh số 1)                                             |
| Rohingya            | رُاَࣺينڠَ Ruáingga                                     | chữ Ả Rập chữ Hanifi chữ Latinh |                                         | 2,52                 | Myanmar (Rakhine) · Bangladesh (Chittagong)                                                                        |
| Sylhet              | ꠍꠤꠟꠐꠤ ছিলটি Siloŧi                                     | chữ Bengal chữ Sylhet Nagari    |                                         | 11,8                 | Bangladesh (Sylhet) · Ấn Độ (Assam, Meghalaya, Bắc Tripura)                                                        |
| Tanchangya          | 𑄖𑄧𑄐𑄴𑄌𑄧𑄁𑄉𑄴𑄡 তঞ্চংগ্যা Toncongya                              | chữ Bengal chữ Chakma           |                                         | 0,02                 | Bangladesh (Vùng đồi Chittagong)                                                                                   |